# Nie-przyjaciele
Nie-przyjaciele – amerykański film Disney Channel Original Movies na podstawie książki Alexy Younga Frenemies. Film miał swoją premierę 13 stycznia 2012 w USA na kanale Disney Channel.

## Fabuła
Film opowiada historię trzech par przyjaciół, którzy codziennie doświadczają wzlotów i upadków, jakie niesie ze sobą przyjaźń. 
Pierwsza historia opowiada o kujonie Jake'u i jego psie Murrayu. Jake pracuje przy szkolnym projekcie z Julianne, w której się podkochuje. Przedstawia jej Murraya, ale dziewczyna i pies nie przypadają sobie do gustu.
Druga historia śledzi losy Halley i Avalon, najlepszych przyjaciółek, które dostają propozycję by ich blog o modzie ukazywał się w formie magazynu. Ich przyjaźń zostanie jednak wystawiona na próbę, gdy okazuje się, że tylko jedna z nich może pracować w magazynie jako redaktorka.
W ostatniej historii śledzimy losy pochodzącej z wielodzietnej rodziny chłopczycy o imieniu Savannah, która spotyka Emmę, rozpieszczoną dziewczynę z bogatej dzielnicy, wyglądającą zupełnie jak jej siostra bliźniaczka. Dziewczęta zaprzyjaźniają się i decydują na chwilę zamienić miejscami. Okazuje się jednak, że życie po drugiej stronie zupełnie nie odpowiada ich oczekiwaniom.

## Obsada
- Bella Thorne jako Avalon Greene
- Zendaya jako Halley Brandon
- Stefanie Scott jako Julianne
- Nick Robinson jako Jake Logan
- Mary Mouser jako Savannah O’Neal/Emma Reynolds
- Connor Price jako Walker
- Jascha Washington jako Kendall Brandon
- Dylan Everett jako Lance Lancaster
- Kathryn Greenwood jako Lisa Logan
- Doug Murray jako Roger O’Neal
- Clive Walton jako Walt Reynolds
- Natalie Radford jako Jacqueline Reynolds
- Jessalyn Wanlim jako Cherie St. Claire
- Jesse Bostick jako Emmett
- Julian Kennedy jako Owen
- Tyson Smith jako Kumpel Walkera #1
- Aidan Shipley jako Kumpel Walkera #2
- Stewart Arnott jako Pemberly
- Tom Hughes jako Jean Frank
- Daniela Gonzales jako Lucy Delgoosy
- Matt Baram jako pan Brock
- Niamh Wilson jako Brittany
- Chantelle Chung jako Megan
- Deshaun Clarke jako Leonard
- Peter Dacunha jako George O’Neal
- Aniko Kaszas jako Instruktor Szermierki
- Sonia LaPlante jako pani Fontaine
- Joni Henson jako Śpiewaczka Operowa
- Adam Murciano jako Norm
- Michael Fiorino jako Sprzedawca butów
- Jung Yul Kim jako Bouncer